# 2016年高級法院法令
《2016年高級法院法令》（英語：Senior Courts Act 2016；Public Act 2016 No 48）是新西蘭國會的一項法令。該法令管限新西蘭高等法院、上訴法院及最高法院。作為司法體系現代化方案的一部分，它於2016年10月11日由新西蘭眾議院通過，並於2016年10月17日獲御准。其目的之一是取代及綜合《1908年司法體系法令》及《2003年最高法院法令》。後兩項法令皆由本法令廢除。

## 外部連結
- 該法令的文本 （页面存档备份，存于）